# Rhacocleis acutangula
Rhacocleis acutangula är en insektsart som beskrevs av Karabag 1957. Rhacocleis acutangula ingår i släktet Rhacocleis och familjen vårtbitare. Inga underarter finns listade i Catalogue of Life.